# Peretshofen (Dietramszell)

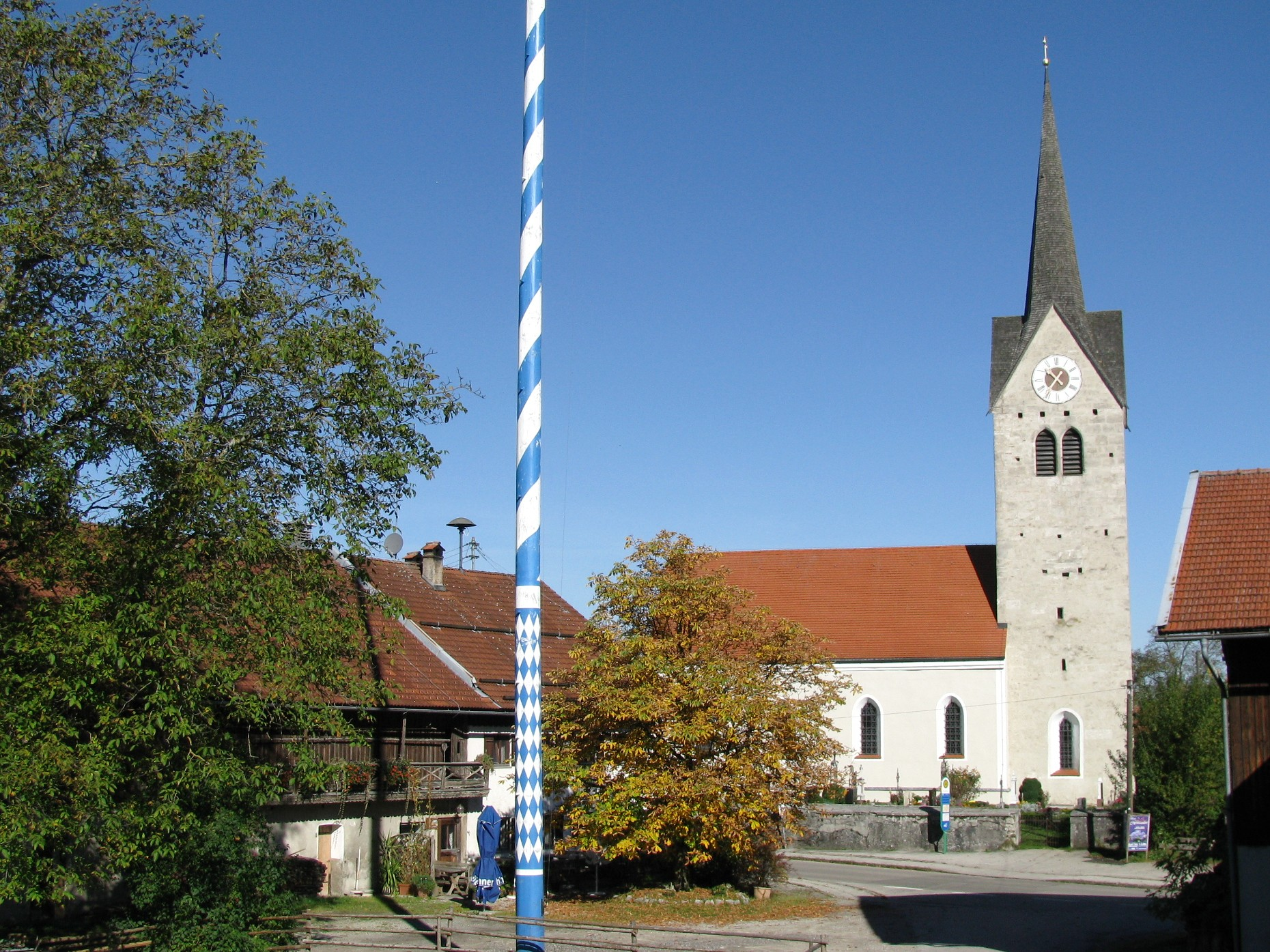
Ortskern mit Kirche

Peretshofen ist ein Ortsteil der oberbayerischen Gemeinde Dietramszell im Landkreis Bad Tölz-Wolfratshausen.

## Lage
Das Kirchdorf liegt circa vier Kilometer westlich von Dietramszell an der Kreisstraße TÖL 23. 

## Geschichte
Das früheste Schriftzeugnis ist aus dem 12. Jahrhundert und lautet Perthramashoven. Es liegt der bajuwarische Personenname Perhtram zugrunde. 

## Gemeinde
Das Kirchdorf gehörte bis 1971 zur Gemeinde Manhartshofen, die sich am 1. Januar 1972 mit den Gemeinden Baiernrain, Dietramszell, Föggenbeuern und Linden zusammenschloss. Die Gemeinde erhielt durch Bürgervotum den Namen Dietramszell. Mit der Auflösung des Landkreises Wolfratshausen kam der Ort am 1. Juli 1972 zum Landkreis Bad Tölz-Wolfratshausen (Namensführung bis 30. April 1973: Landkreis Bad Tölz).

## Einwohner
Im Jahr 1871 wohnten im Ort 64 Personen, bei der Volkszählung 1987 wurden 107 Einwohner registriert.

## Baudenkmäler
In die amtliche Liste der Baudenkmäler sind fünf Objekte aus dem Dorf eingetragen:
- Katholische Filialkirche Mariä Geburt, Humbacher Straße 14
- Bauernhaus Breitenweg 2, bezeichnet 1776
- Humbacher Straße 1: Blockbau-Obergeschoss, 18. Jahrhundert, 1982 aus Mühle in der Gemeinde Gaißach
- Ehemaliges Bauernhaus Humbacher Straße 6, Mitte 17. Jahrhundert
- Ehemaliges Bauernhaus, Humbacher Straße 15, Kern Mitte 17. Jahrhundert

Siehe auch: Liste der Baudenkmäler in Peretshofen